# Orophotus pilosus
Orophotus pilosus är en tvåvingeart som beskrevs av Scarbrough 2004. Orophotus pilosus ingår i släktet Orophotus och familjen rovflugor.
Artens utbredningsområde är Thailand. Inga underarter finns listade i Catalogue of Life.